# Beranova Lhota
Beranova Lhota (německy Beran Lhota) je malá vesnice, část obce Chotoviny v okrese Tábor v Jihočeském kraji. Nachází se asi dva kilometry východně od Chotovin. V roce 2011 zde trvale žilo 37 obyvatel.
Beranova Lhota je také název katastrálního území o rozloze 1,15 km².

## Galerie

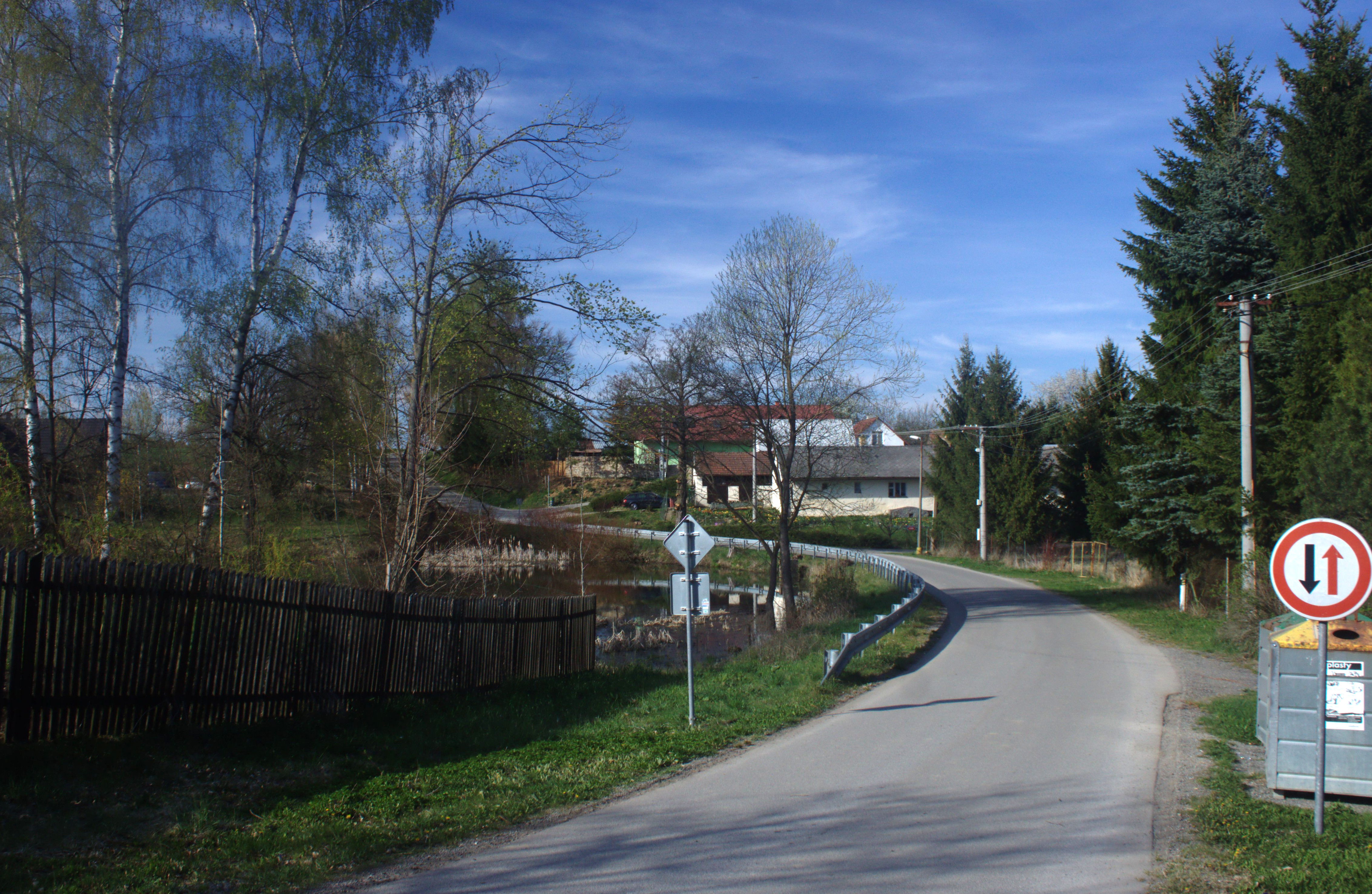
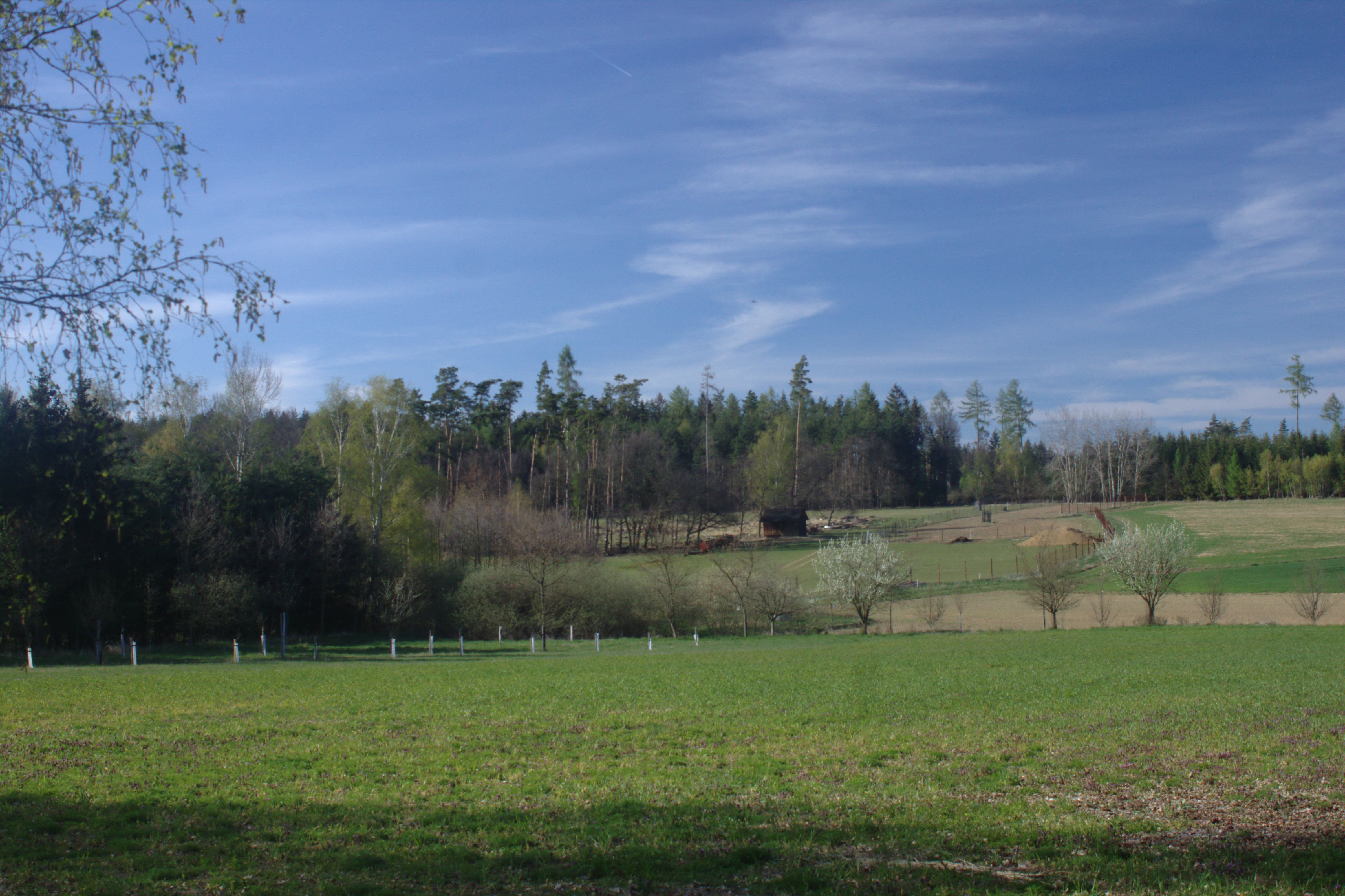
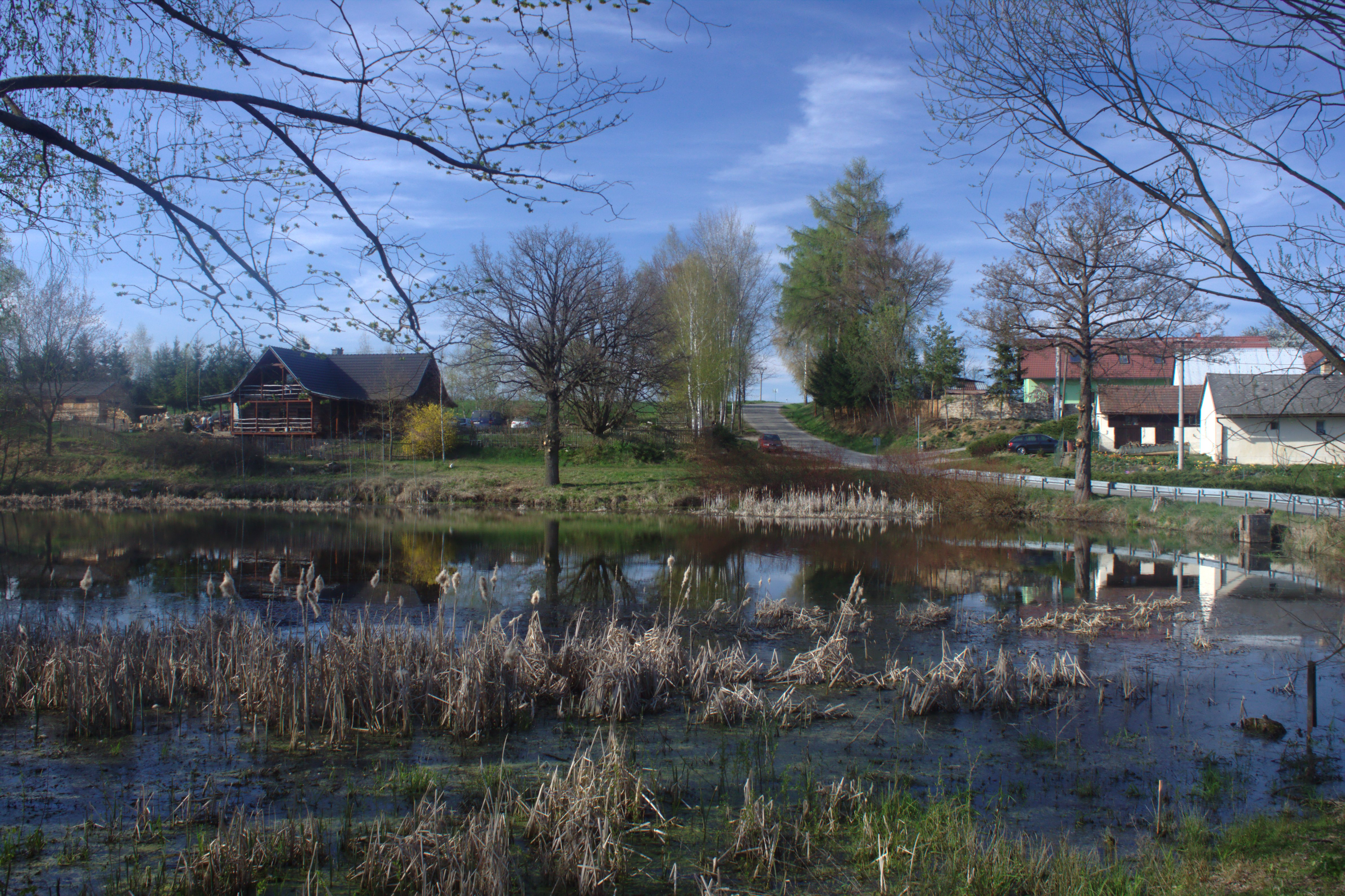

## Historie
První písemná zmínka o vesnici pochází z roku 1407.

## Obyvatelstvo
| Rok            | 1869 | 1880 | 1890 | 1900 | 1910 | 1921 | 1930 | 1950 | 1961 | 1970 | 1980 | 1991 | 2001 | 2011 | 2021 |
| -------------- | ---- | ---- | ---- | ---- | ---- | ---- | ---- | ---- | ---- | ---- | ---- | ---- | ---- | ---- | ---- |
| Počet obyvatel | 109  | 96   | 81   | 76   | 74   | 76   | 58   | 60   | 41   | 35   | 29   | 23   | 24   | 37   | 35   |
| Počet domů     | 15   | 15   | 16   | 15   | 15   | 14   | 14   | 14   | 13   | 12   | 12   | 14   | 15   | 17   | 17   |

## Obecní správa
Při sčítání lidu v letech 1850–1899 Beranova Lhota byla osadou obce Chotoviny v okrese Tábor. V letech 1900–1960 byla samostatnou obcí v okrese Tábor. V letech 1961–1975 byla částí obce Jedlany v okrese Tábor. Od 1. ledna 1976 je opět částí obce Chotoviny v okrese Tábor. Poté se Jedlany opět osamostatnily, ale Beranova Lhota již zůstala součástí Chotovin. V letech 1900–1959 k obci patřila Polánka.